# Pustynia Siedlecka
Pustynia Siedlecka – niewielka pustynia w obrębie miejscowości Siedlec (powiat częstochowski) na Wyżynie Krakowsko-Częstochowskiej. Zajmuje obszar 25 hektarów. Do lat 60. XX wieku wybierano tutaj piasek, później wyrobisko zalesiono sosnami. Na terenach piaszczystych znajduje się oczko wodne o nazwie „Oaza” ze skupiskiem roślin szuwarowych.
Teren ten stanowił atrakcję turystyczną oraz obszar zainteresowania miłośników sportów motorowych, którzy mogli tutaj spróbować swych sił w „pustynnych” warunkach. Pustynia Siedlecka jest miejscem rozgrywania biegów pustynnych. M.in. rozegrano tutaj I Ogólnopolski Bieg Pustynny „Pustynna10” 8 sierpnia 2009 oraz I Mistrzostwa Polski w Biegu Pustynnym rok później 8 sierpnia 2010.
Od 1 stycznia 2025 roku tereny te znalazły się pod zarządem Państwowego Gospodarstwa Leśnego Lasy Państwowe. W związku z tym wprowadzono zakaz wjazdu pojazdów mechanicznych.
Wśród typowo pustynnych gatunków roślin na Pustyni Siedleckiej występują: szczotlicha siwa (Corynephorus canescens), kocanki piaskowe (Helichrysum arenarium) – roślina chroniona, czerwiec roczny (Scleranthus annus). Na najwyższej wydmie jest tablica informacyjna z opisaną panoramą widokową.
Według legendy miejsce to wypalone zostało ogniem przez diabła, który gonił uciekającego przed nim na kogucie Pana Twardowskiego.

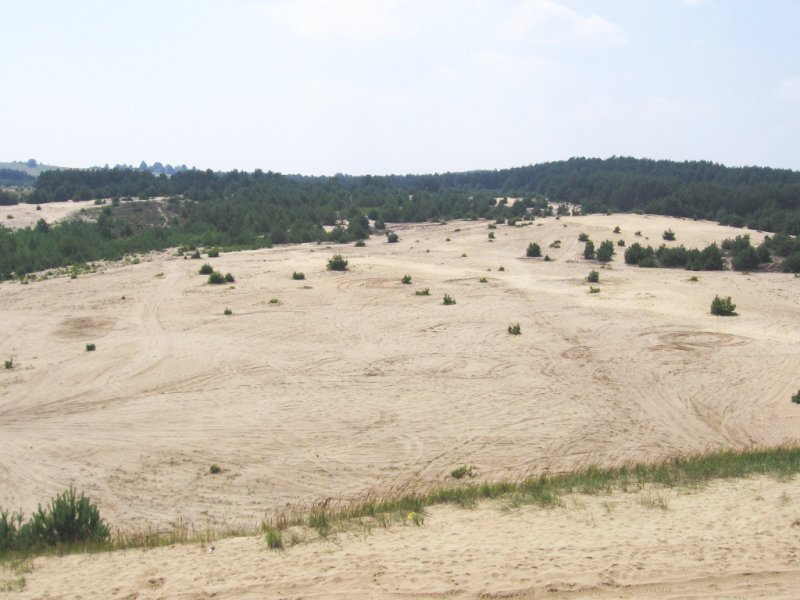
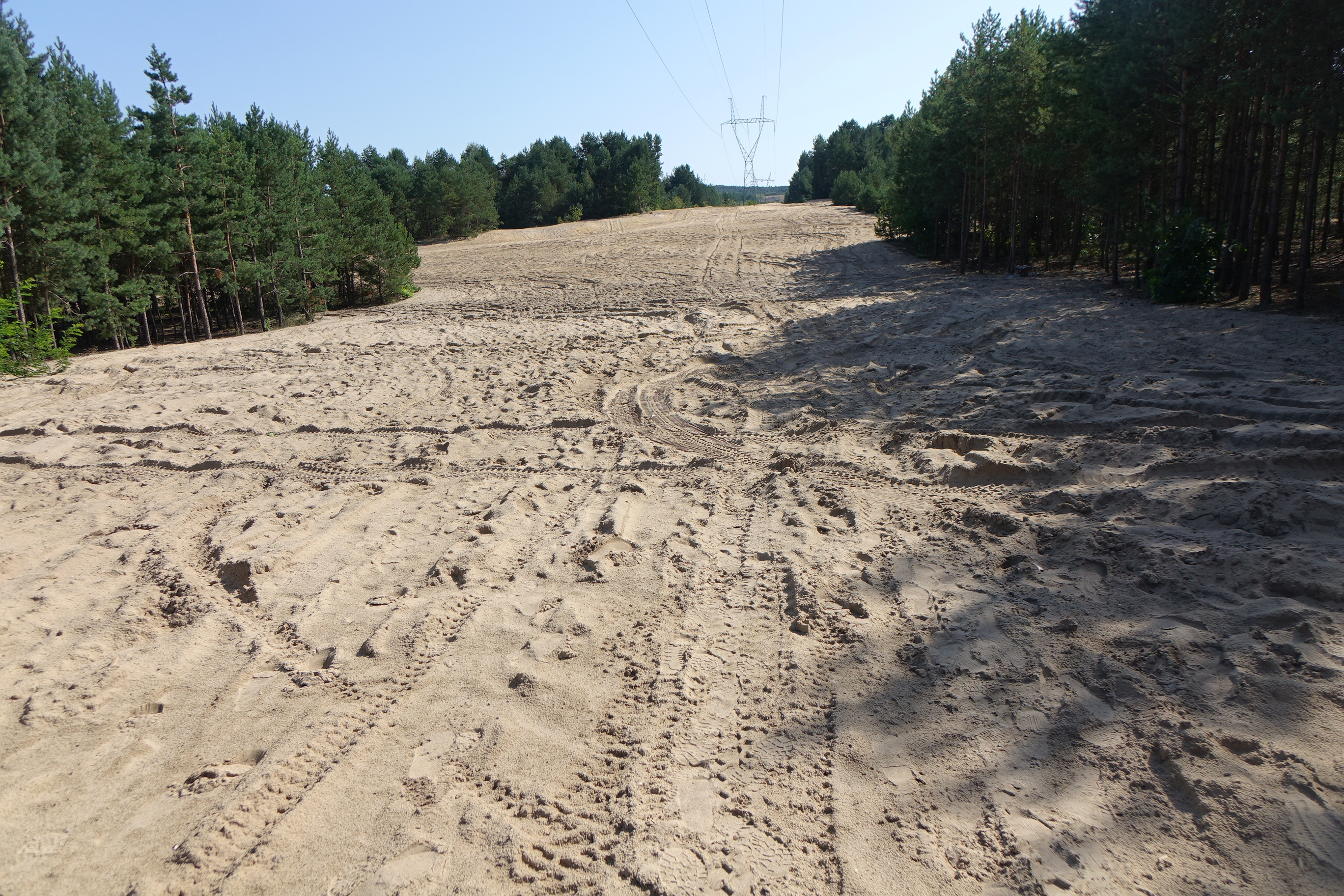
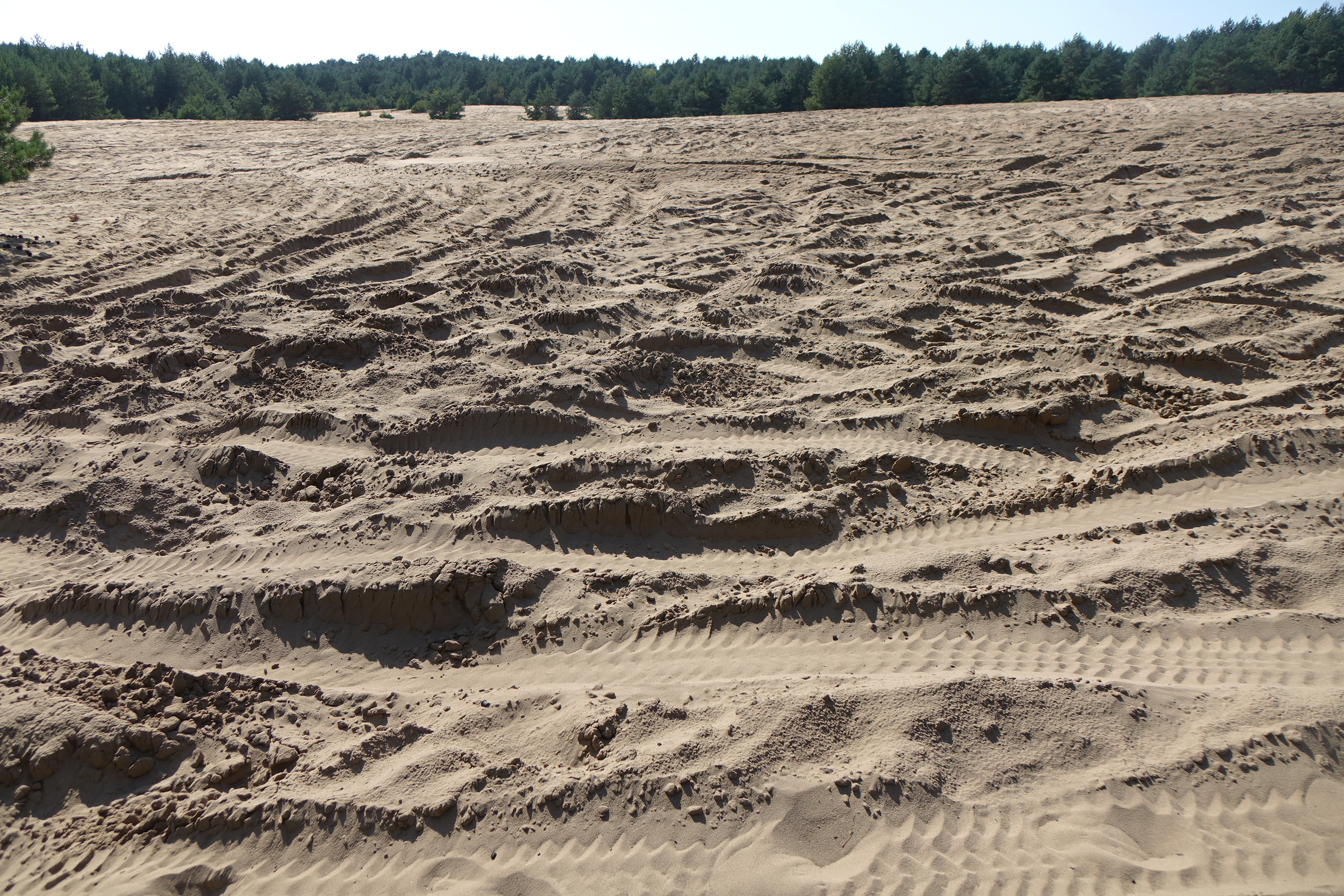
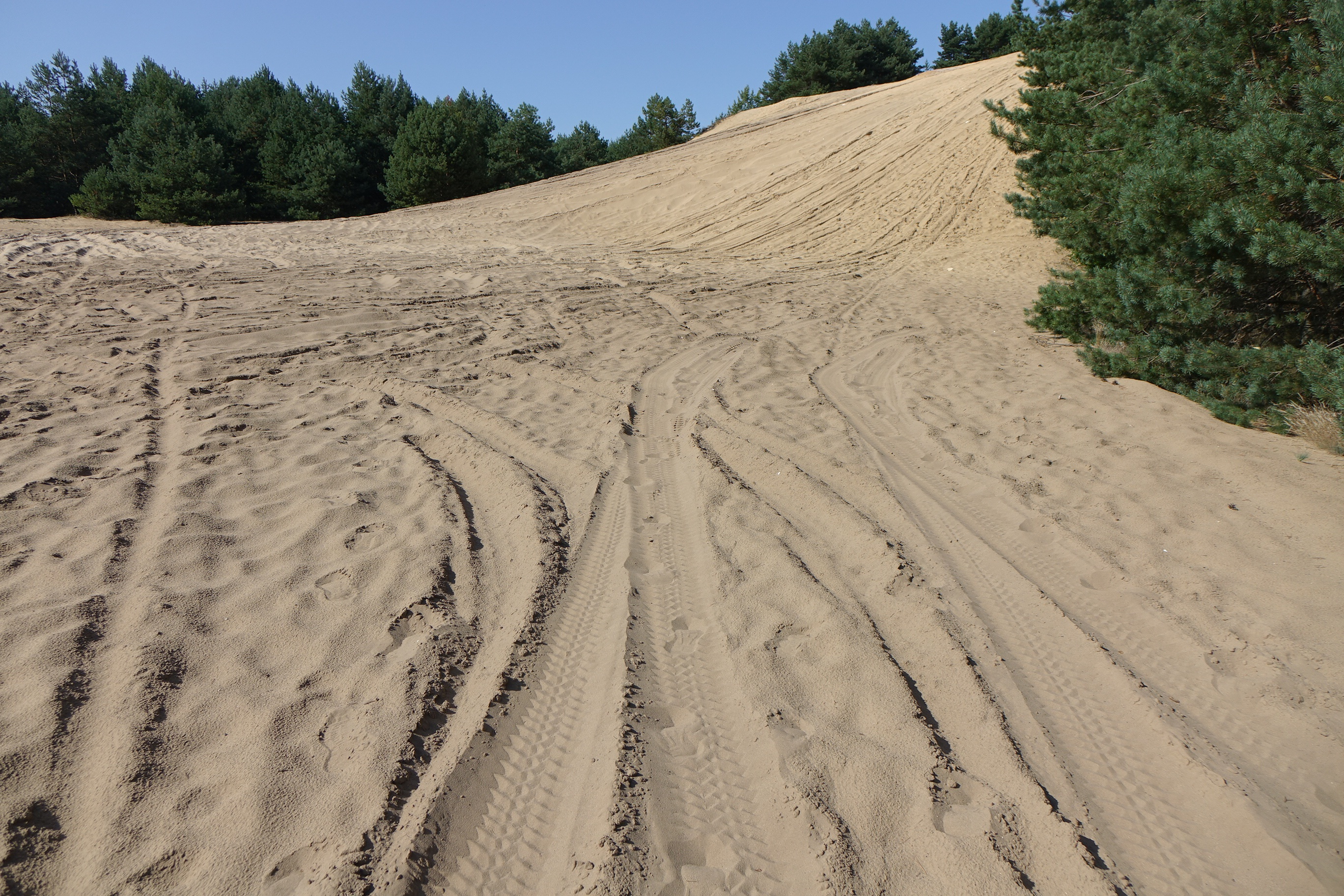
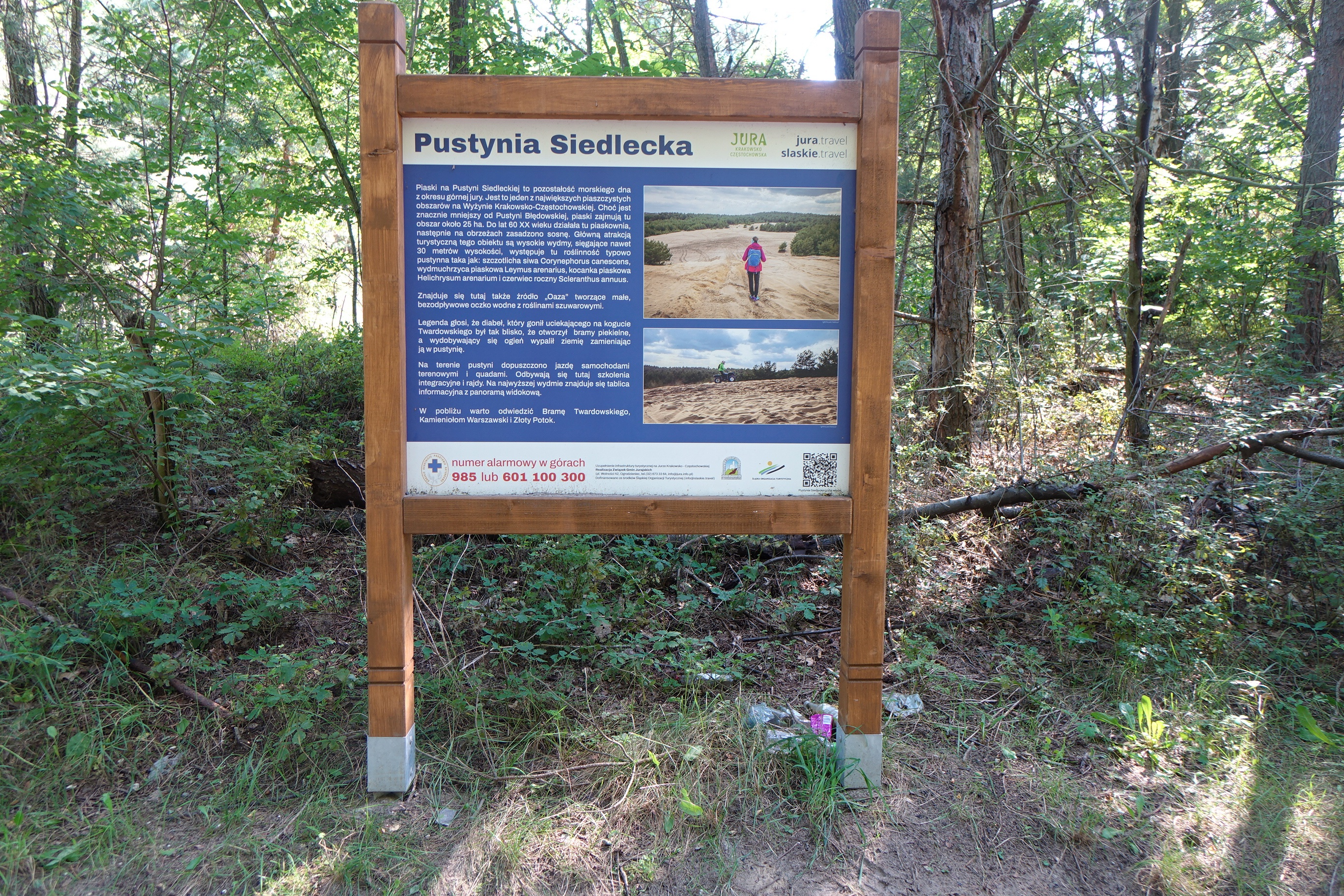
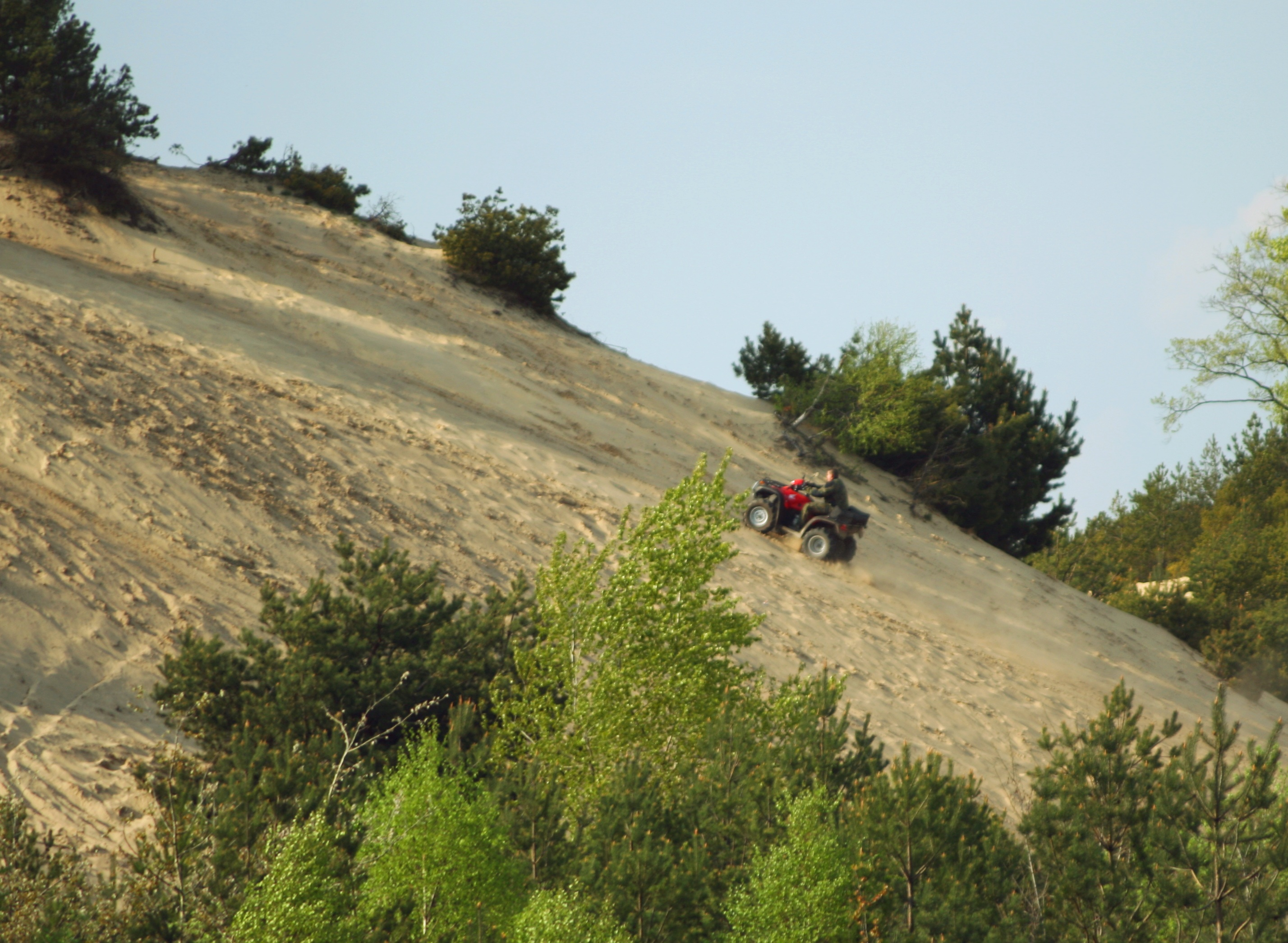

W pobliżu znajduje się inne pustynne, ale kamieniste miejsce – nieczynny Kamieniołom Warszawski.